# Виметаль Антін
Антін Виметаль (також Антонін (Антон) Вимєталь (Вимєтал), чеськ. Antonín Vymětal; ? — 1 або 2 лютого 1920 р.) — отаман УГА, чех за походженням.

## Життєпис

Офіцери-чехи Антонін Виметаль і Карл Квапіль разом з офіцерами 2-ї Коломийської бригади УГА. 1919 рік.

Антонін Виметаль — капітан австро-угорської армії. Тривалий час служив в 77-му пішому полку в Самборі. Зразу після проголошення ЗУНР зголосився до УГА, де в ранзі сотника (отаманом був іменований 1 березня 1919 р.) командував Самбірською Військовою Окружною Командою.
| «Був чехом по-нації — а таким Українцем-самостійником, що мало таких самостійників серед нас самих. Від першого моменту нашого змагання станув відразу на чолі борців за волю України. Перебув на фронті Галицьку кампанію (під кінець як командант XVII бригади[3]). За Збручем – командант ІІ Коломийської бригади [4]. Це був жовнір першої кляси» [5]. |
За іншими даними — 16-ї Бучацької бригади УГА, був призначений її командантом з початку формування
У боях за Київ отаман А.Виметаль командував Південною групою (2-га Коломийська та 8-ма Самбірська бригади), яка здобула Калинівку, Дмитрівку, Голендри (чеське село на Вінниччині), Фастів, Васильків, першою увійшла в Київ.
А. Вимєталь разом із сотником Едвардом Тавчером був спостерігачем від УГА при штабі Добровольчої армії за виконанням умов перемир'я, підписаного генералами Антоном Кравсом та Миколаєм Бредовим.
Помер від епідемічного висипного тифу 1 (за іншими джерелами 2) лютого 1920 р. на станції Веселий Кут на Херсонщині.